# Зимние Олимпийские игры 1944
Зимние Олимпийские игры 1944 года, которые были бы официально известны как V Зимние Олимпийские игры (из-за отмены в 1940 году V Олимпийских Зимних игр), должны были состояться в феврале 1944 года в Кортина-д’Ампеццо (Италия). Кортина-д’Ампеццо получил право провести игры в июне 1939 года, но из-за Второй мировой войны Зимние Олимпийские игры 1944 года были отменены в 1941 году. V Зимние Олимпийские игры в конечном счёте состоялись в Санкт-Морице (Швейцария) в 1948 году․ 
В 1956 году в Кортина-д’Ампеццо прошли VII зимние Олимпийские игры.
В 2026 году в Кортина-д’Ампеццо пройдут XXV зимние Олимпийские игры.